# Lindwedel
Lindwedel – gmina w Niemczech, w kraju związkowym Dolna Saksonia, w powiecie Heidekreis, wchodzi w skład gminy zbiorowej Schwarmstedt.